# Щурците
„Щурците“ е българска рок група. Те са сред първите рок групи, доминираща музикалната сцена в страната от края 1960-те до края на 1980-те години.

## История
Група „Щурците“ е създадена в София през 1967 г. Първоначално, когато Кирил Маричков и Петър Цанков от „Бъндараците“ се срещат с Петър Гюзелев и Веселин Кисьов от „Слънчевите братя“, идеята да създадат собствена група изглежда нереална и за самите тях. Първото участие, за което си спомнят, е на студентския бал във ВИТИЗ по случай 8 декември, а през януари 1967 г. осъществяват и първите си записи – няколко инструментални пиеси и версия на „Песен без думи“ на „The Shadows“.
Но групата все още няма име и в младежко предаване по Първа програма на БНР е обявен конкурс за име сред слушателите. От многобройните предложения четиримата млади музиканти се спират на „Щурците“. В документалния филм „Щурците – 20 години по-късно“ членовете на групата признават, че името „Щурците“ първоначално е идея на майките им, които са присъствали на техни репетиции. От Концертна дирекция отказват да регистрират групата с това име, вероятно поради приликата с „Бръмбарите“, както по това време се е превеждало името на „Бийтълс“, заклеймявана в България от тогавашния режим.
Конкурсът за име на групата в радиото е нарочно организиран, за да се преодолее тази пречка, като Кирил Маричков и останалите членове на групата молят свои приятели да гласуват за името „Щурците“.
През 1967 г. групата работи и с Георги Минчев, с когото печелят първото официално признание – песента на композитора Борис Карадимчев „Бяла тишина“ (с участието на струнния квартет „Димов“) получава първа награда на фестивала „Златния Орфей“, а впоследствие е обявена и за „мелодия на годината“ в едноименния телевизионен конкурс. През следващата 1968 година излиза първата малка плоча, включваща песните „Веселина“, „Звън“, „Малкият светъл прозорец“ и „Изпращане“.
Популярността на групата непрекъснато расте, за да достигне своя връх през 1980-те години. Песните им са актуални, стилово разнообразни и печелят младежката публика. Текстовете им са дело на някои от най-известните и талантливи български поети. В кариерата си групата има повече от 2600 концерта при препълнени зали.
През 1990 г. „Балкантон“ издава малка плоча с две песни на групата под кат. номер ВТК 3985, от които голяма известност добива „Аз съм просто човек“, в която лиричният герой пее, че не е комунист и никога няма да бъде.
В началото на месец юли 2007 г. „Щурците“ осъществяват национално турне по повод 40-годишнината от създаването си. Всички концерти са безплатни за публиката, а мотото на турнето е „40 години Щурците – 40 години Фаворити“.
На 25 април 2013 г. Петър Гюзелев почива след дългогодишна битка с тумор в мозъка, с което Щурците официално прекратяват своето съществуване.
През 2017 г. групата се събира отново, за да отпразнува своята 50-годишнина с концерт в „Арена Армеец“. Към останалите трима членове се присъединяват Иван Лечев и Славчо Николов, а подгряващи групи са Д2, Б.Т.Р. и Тангра.
На 11 октомври 2024 г. при инцидент загива Кирил Маричков.
На 1 април 2025 г. умира барабанистът Георги Марков след кратко боледуване.

## Дискография
| Година | Заглавие                                                       |
| ------ | -------------------------------------------------------------- |
| 1968   | Щурците (EP, Балкантон – BTM 5971)                             |
| 1969   | Щурците (EP, Балкантон – BTM 6182)                             |
| 1973   | Щурците (EP, Балкантон – BTM 6577)                             |
| 1973   | Пътешествие със сал (SP, Балкантон – BTK 3167)                 |
| 1975   | Щурците (SP, Балкантон – BTK 3168)                             |
| 1975   | Щурците (SP, Балкантон – BTK 3229)                             |
| 1976   | Щурците'76 (първа дългосвиреща плоча)                          |
| 1978   | Щурците'78 (втора дългосвиреща плоча)                          |
| 1980   | ХХ век                                                         |
| 1982   | Вкусът на времето                                              |
| 1985   | Конникът                                                       |
| 1987   | Мускетарски марш                                               |
| 1988   | 20 години по-късно (концертен албум)                           |
| 1990   | Щурците (SP, Балкантон – ВТК 3985)                             |
| 1990   | The Crickets (компилация)                                      |
| 1996   | Best Ballads 1 (компилация)                                    |
| 1998   | Best Ballads 2 (компилация)                                    |
| 1998   | 30 години Щурците (концертен албум с 6 нови песни)             |
| 2004   | Антология (компилация в 4 части)                               |
| 2008   | На прага на сърцето                                            |
| 2015   | Най-доброто от Кирил Маричков и Щурците (компилация в 2 части) |
| 2019   | 50 години Щурците: Live (2 CD)                                 |